# Cristina Adela Foișor
Cristina Adela Foișor, született Cristina Adela Bădulescu (Petrozsény, 1967. június 7. – Temesvár, 2017. január 22.) román sakkozó, női nemzetközi nagymester.

## Pályafutása
1967. január 7-én Petrozsényben született. A temesvári egyetem matematika szakán szerzett diplomát. Öt alkalommal lett román női bajnok sakkban (1989, 1998, 2011, 2012, 2013). 2007-ben az Európai Unió Sakkbajnokságán a női versenyben az első helyen végzett. Ebben az évben Petrozsény díszpolgára lett. 1988 és 2014 között a román női sakkválogatott tagjaként 13 sakkolimpián vett részt.
Férje Ovidiu Foișor nemzetközi sakkmester. Lányaik Sabina-Francesca Foisor női nagymester, Mihaela-Veronica Foișor női nemzetközi mester. 2017. január 22-én a Temesváron a megyei kórházban hunyt el.